# Lezoux
Lezoux est une commune française située dans le département du Puy-de-Dôme, en région Auvergne-Rhône-Alpes.

## Géographie

### Localisation
La ville de Lezoux est située entre Clermont-Ferrand et Thiers, à l'est du département du Puy-de-Dôme, dans la plaine de la Grande Limagne.
Neuf communes jouxtent Lezoux. Les communes limitrophes sont  Bort-l'Étang, Bulhon, Culhat, Lempty, Moissat, Orléat, Ravel, Saint-Jean-d'Heurs et Seychalles.
| Culhat               | Bulhon | Orléat             |
| Lempty et Seychalles | Lezoux | Saint-Jean-d'Heurs |
| Moissat              | Ravel  | Bort-l'Étang       |

### Climat
Pour des articles plus généraux, voir Climat d'Auvergne-Rhône-Alpes et Climat du Puy-de-Dôme.
En 2010, le climat de la commune est de type climat océanique dégradé des plaines du Centre et du Nord, selon une étude du Centre national de la recherche scientifique s'appuyant sur une série de données couvrant la période 1971-2000. En 2020, Météo-France publie une typologie des climats de la France métropolitaine dans laquelle la commune est exposée à un climat de montagne ou de marges de montagne et est dans la région climatique Nord-est du Massif Central, caractérisée par une pluviométrie annuelle de 800 à 1 200 mm, bien répartie dans l’année.
Pour la période 1971-2000, la température annuelle moyenne est de 11,1 °C, avec une amplitude thermique annuelle de 16,4 °C. Le cumul annuel moyen de précipitations est de 735 mm, avec 8,5 jours de précipitations en janvier et 7,2 jours en juillet. Pour la période 1991-2020, la température moyenne annuelle observée sur la station météorologique de Météo-France la plus proche, « Courpière », sur la commune de Courpière à 15 km à vol d'oiseau, est de 11,8 °C et le cumul annuel moyen de précipitations est de 876,9 mm,. Pour l'avenir, les paramètres climatiques de la commune estimés pour 2050 selon différents scénarios d'émission de gaz à effet de serre sont consultables sur un site dédié publié par Météo-France en novembre 2022.

### Voies de communication et transports

#### Voies routières
La commune est traversée par la route départementale 2089 (ancienne route nationale 89) de Bordeaux à Lyon et possède un accès autoroutier via l'échangeur 28 de l'autoroute A89.
Le territoire communal est traversé par les routes départementales suivantes :
- la RD 20 (vers Culhat et Joze au nord-ouest et Ravel au sud) ;
- la RD 46 (vers Orléat au nord-est) ;
- la RD 85 (vers Lempty à l'ouest) ;
- la RD 115 (vers Seychalles ou Saint-Jean-d'Heurs) ;
- la RD 223 (vers Ambert et Courpière au sud-est et Vichy, Maringues, Crevant-Laveine et Bulhon au nord) ;
- la RD 229 (vers Billom, Moissat et Ravel au sud) ;
- la RD 332 (vers Culhat au nord-ouest) ;
- la RD 336, pénétrante vers le centre-ville.

#### Transport ferroviaire
Lezoux possède une gare ferroviaire, sur la ligne de Clermont-Ferrand à Saint-Just-sur-Loire, desservie par les TER Auvergne de la relation de Clermont-Ferrand à Thiers et à Saint-Étienne.

## Urbanisme

### Typologie
Au 1er janvier 2024, Lezoux est catégorisée bourg rural, selon la nouvelle grille communale de densité à sept niveaux définie par l'Insee en 2022.
Elle appartient à l'unité urbaine de Lezoux, une unité urbaine monocommunale constituant une ville isolée,. Par ailleurs la commune fait partie de l'aire d'attraction de Clermont-Ferrand, dont elle est une commune de la couronne,. Cette aire, qui regroupe 209 communes, est catégorisée dans les aires de 200 000 à moins de 700 000 habitants,.

### Occupation des sols
L'occupation des sols de la commune, telle qu'elle ressort de la base de données européenne d’occupation biophysique des sols Corine Land Cover (CLC), est marquée par l'importance des territoires agricoles (71,3 % en 2018), en diminution par rapport à 1990 (72,3 %). La répartition détaillée en 2018 est la suivante : zones agricoles hétérogènes (27,7 %), terres arables (27,6 %), forêts (16,6 %), prairies (16 %), zones urbanisées (12 %). L'évolution de l’occupation des sols de la commune et de ses infrastructures peut être observée sur les différentes représentations cartographiques du territoire : la carte de Cassini (XVIIIe siècle), la carte d'état-major (1820-1866) et les cartes ou photos aériennes de l'IGN pour la période actuelle (1950 à aujourd'hui).

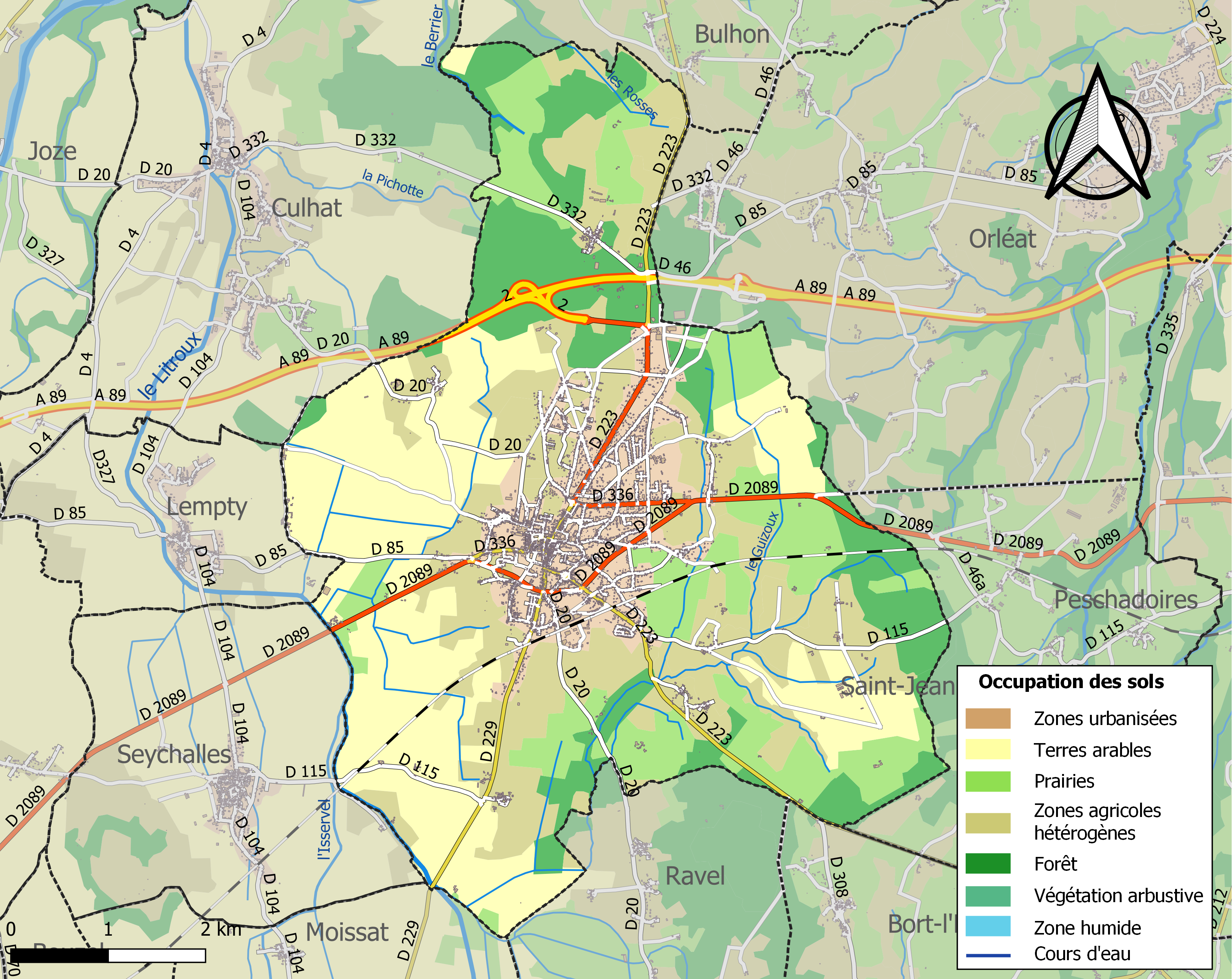
Carte des infrastructures et de l'occupation des sols de la commune en 2018 (CLC).

### Logement
En 2011, la commune comptait 2 524 logements, contre 2 337 en 2006. Parmi ces logements, 88,6 % étaient des résidences principales, 1,8 % des résidences secondaires et 9,5 % des logements vacants. Ces logements étaient pour 81,7 % d'entre eux des maisons individuelles et pour 18,1 % des appartements.
La proportion des résidences principales, propriétés de leurs occupants était de 65,5 %, en hausse sensible par rapport à 2006 (65,1 %). La part de logements HLM loués vides était de 4,9 % (contre 4,2 %).

### Risques naturels et technologiques
La commune est soumise à plusieurs risques :
- mouvement de terrain - et aussi par tassements différentiels ;
- phénomènes liés à l'atmosphère et phénomènes météorologiques, notamment du vent ;
- risque sismique (niveau 3) ;
- risque industriel ;
- transport de matières dangereuses.

Il n'existe aucun plan de prévention des risques naturels dans la commune ; en revanche, la commune a élaboré un DICRIM.

## Toponymie
Que le lieu ait été désigné primitivement Lutosus par les Romains (de lutum argile, terre à potier) est une légende. La mention la plus ancienne (période mérovingienne) est « Ledoso vico ». Les habitants sont des Lezoviens, le terme « Lédosien » est précieux et a été inventé par les amateurs d'histoire locale.
Son nom est Lesós en auvergnat.

## Histoire

### Antiquité
De la fin du Ier siècle jusqu'au troisième quart du IIe siècle, Lezoux a été un grand centre de production de céramique du monde romain, prenant le pas sur le site de Condatomagnus, dit plus tard a Graufesenque, Bannassiacum, (voir article correspondant pour les références). Ses nombreux ateliers de céramique sigillée étaient répartis en plusieurs groupes, auxquels chaque potier se rattachait presque exclusivement. Les décorateurs gallo-romains les plus célèbres pour le IIe siècle sont Cinnamus et Paternus.
Un siècle de fouilles a révélé des centaines de fours de potiers gallo-romains. Philippe Bet a recensé dans sa thèse (1988) environ 1 200 noms de potiers.
Le Musée de la Céramique de Lezoux retrace l'histoire des potiers de Lezoux, avec une place particulière pour ceux de la période gallo-romaine. Les pièces exposées proviennent de ces ateliers.

### Époque moderne
L'histoire du patrimoine religieux…
À la suite d'un souhait de Jean-Charles de Villelume seigneur de Barmontet, les consuls de Lezoux acceptent, le 15 octobre 1656, l'établissement d'un monastère de Bernardines. Jean Ribeyre de Fontenilles seigneur de Lezoux dote ces religieuses dont la principale occupation est l'enseignement des jeunes filles de la ville et des villages voisins. L'enseignement était tenu par un laïc nommé par les chanoines du Chapitre collégial.
Le 3 février 1664, les consuls approuvent l'établissement des Augustins déchaussés appelés en 1663 par Jean Ribeyre de Fontenilles. Les Augustins construisirent en 1720 un couvent pouvant tenir douze religieux et des chambres pour malades et étrangers. Une chapelle fut construite en 1738 et bénite en 1744. Vers 1750, ils ont ouvert une classe publique et deux religieux de l'ordre furent nommés en 1751 pour remplacer le précepteur de l'école laïque avec l'accord de l'évêque.
Les écoliers de toutes les écoles de Lezoux célébraient la Sainte Catherine.

## Politique et administration

### Tendances politiques et résultats
La maire sortante ne s'est pas représentée lors des dernières élections municipales de 2014. Alain Cosson est élu au premier tour avec 52,36 % des voix ; il acquiert 22 sièges au conseil municipal dont 6 au conseil communautaire ; il bat Bruno Bosloup qui n'acquiert, avec 47,63 % des voix, que les 7 sièges restants, dont 2 au conseil communautaire. Le taux de participation est de 68,60 %.

### Liste des maires

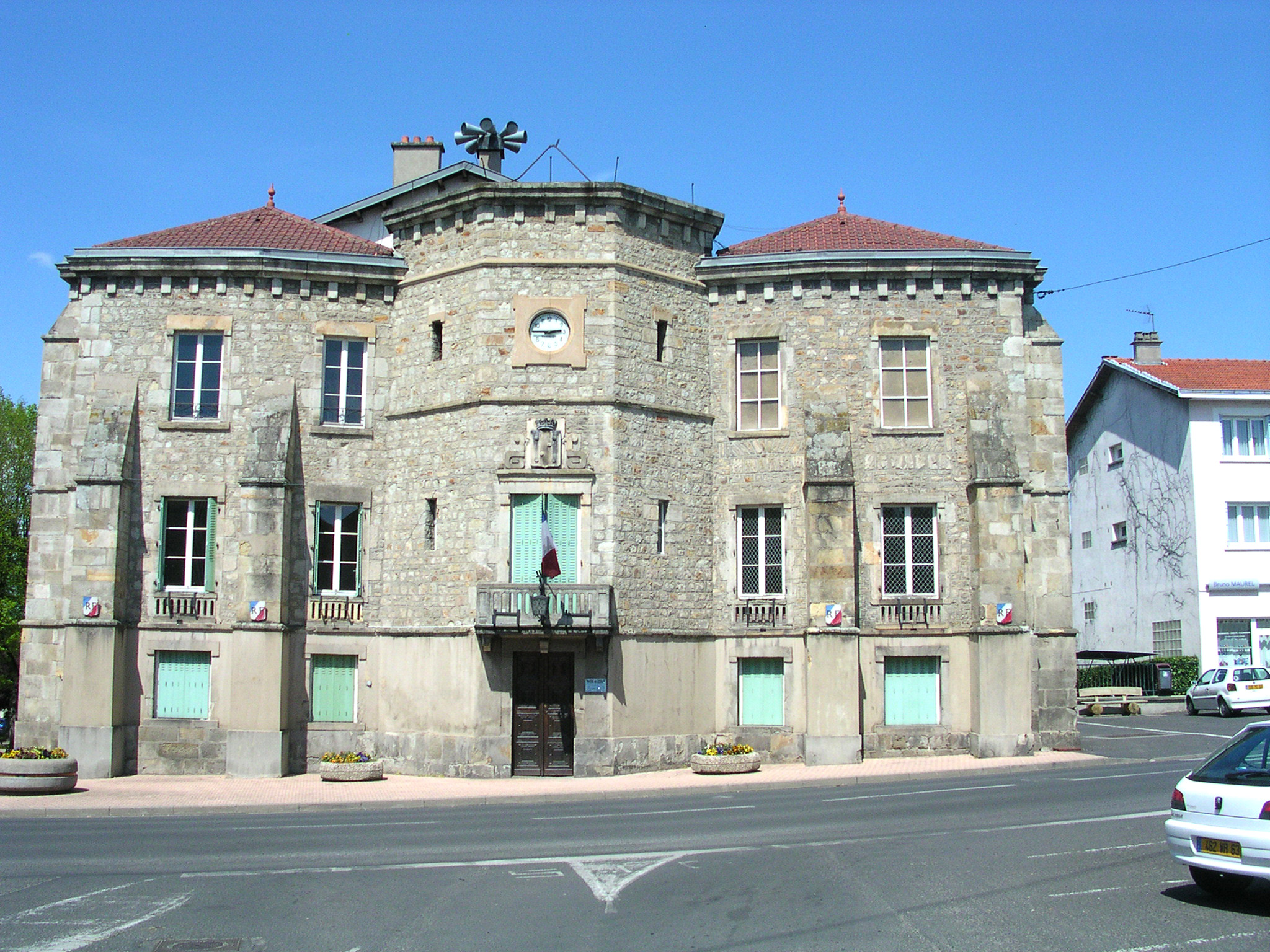
L'hôtel de ville.

Maires de la ville de Lezoux depuis 1790
| Période | Période | Identité                                                          | Etiquette    | Qualité |
| ------- | ------- | ----------------------------------------------------------------- | ------------ | --- |
| 1790    |         | Chabosi                                                           |              | |
| 1792    |         | Gabriel Giron                                                     |              | Industriel |
| 1793    | 1793    | Léonard Gaubert                                                   |              | Juge de Paix, procureur syndic district de Thiers, député du Puy-de-Dôme de 1791 à 1792, juge au tribunal civil de Thiers.                            |
| 1794    |         |                                                                   |              | |
| 1799    | 1804    | Pierre Delapchier Duchasseint                                     |              | Médecin |
| 1804    | 1806    | Joseph Gouttebessis, médecin, remplissant les fonctions de Maire. |              | |
| 1806    | 1830    | Jean-Baptiste Kayr de Blumenstein                                 |              | Capitaine de vaisseau |
| 1830    | 1835    | Sébastien Boudal                                                  |              | Propriétaire |
| 1835    | 1840    | Emile Gouttebessis                                                |              | Médecin |
| 1840    | 1848    | André Decroix                                                     |              | Propriétaire |
| 1848    | 1871    | Louis Adrian                                                      |              | Notaire, membre et délégué cantonal de la Société populaire de Lezoux, conseiller général du Puy-de-Dôme en 1852, et réélu en juin 1861.              |
| 1871    | 1872    | Commission spéciale présidée par Camille Huguet, notaire          |              | |
| 1872    | 1874    | André Decroix                                                     |              | Propriétaire |
| 1874    | 1878    | François Ernest Cornet-Decroix                                    |              | |
| 1878    | 1881    | André Raynaud                                                     |              | Propriétaire |
| 1881    | 1882    | Jean-Baptiste Faure, remplissant les fonctions de Maire           |              | |
| 1882    | 1884    | Pierre Cornet-Decroix                                             |              | |
| 1884    | 1885    | Camille Dumas-Andrieux                                            |              | Propriétaire |
| 1885    | 1888    | Cornet-Toye                                                       |              | Propriétaire |
| 1888    | 1896    | Jean-Baptiste Faure                                               |              | |
| 1896    | 1904    | Jean Dulier-Vieillard                                             |              | |
| 1904    | 1908    | Victor Corny                                                      |              | Médecin |
| 1908    | 1951    | Jean-Baptiste Moulin (décès en décembre 1951)                     |              | Négociant |
| 1951    | 1970    | Raymond Joyon (décès en mai 1970)                                 | RPF          | Industriel Député de la 4e circonscription du Puy-de-Dôme (1958-1962) Conseiller général du canton de Lezoux (1949-1970)                              |
| 1970    | 1977    | Régis Grimaud                                                     |              | Médecin |
| 1977    | 1983    | Bernard de Roquefeuil-Bousquet (d)                                |              | Propriétaire / Éleveur |
| 1983    | 1989    | Albert Decorps                                                    |              | Pharmacien |
| 1989    | 2014    | Marie-Gabrielle Gagnadre (d)                                      | UDF puis UMP | Institutrice, Agricultrice, Conseillère générale du canton de Lezoux (1985-2011) Présidente de la CC Entre Dore et Allier (1998-2014) Maire honoraire |
| 2014    | --      | Alain Cosson (d) 16 (en cours au 25 juil 2024)                    | DVD          | Retraité |

### Jumelages
La ville de Lezoux est jumelée avec trois villes européennes :
- Grebenstein (Allemagne) ;
- Sarsina (Italie) ;
- Lopik (Pays-Bas).

## Équipements et services publics

### Enseignement
Lezoux dépend de l'académie de Clermont-Ferrand. La commune gère l'école maternelle publique Marcus (179 élèves en 2024), ainsi que l'école élémentaire publique Potier Marcus (349 élèves en 2024). Celle-ci est séparée en deux groupes (du CP au CE2, et du CM1 au CM2). Il existe aussi l'école élémentaire privée du Sacré-Cœur (146 élèves en 2024) .
Le conseil départemental du Puy-de-Dôme gère le collège George Onslow. Les élèves poursuivent leur scolarité au lycée Montdory de Thiers.

## Population et société

### Démographie

#### Évolution démographique
L'évolution du nombre d'habitants est connue à travers les recensements de la population effectués dans la commune depuis 1793. Pour les communes de moins de 10 000 habitants, une enquête de recensement portant sur toute la population est réalisée tous les cinq ans, les populations de référence des années intermédiaires étant quant à elles estimées par interpolation ou extrapolation. Pour la commune, le premier recensement exhaustif entrant dans le cadre du nouveau dispositif a été réalisé en 2005.

En 2022, la commune comptait 6 468 habitants, en évolution de +6,7 % par rapport à 2016 (Puy-de-Dôme : +2,1 %, France hors Mayotte : +2,11 %).
| 1793  | 1800  | 1806  | 1821  | 1831  | 1836  | 1841  | 1846  | 1851  |
| ----- | ----- | ----- | ----- | ----- | ----- | ----- | ----- | ----- |
| 3 093 | 3 307 | 3 384 | 3 400 | 3 447 | 3 757 | 3 601 | 3 649 | 3 803 |

| 1856  | 1861  | 1866  | 1872  | 1876  | 1881  | 1886  | 1891  | 1896  |
| ----- | ----- | ----- | ----- | ----- | ----- | ----- | ----- | ----- |
| 3 788 | 3 829 | 3 740 | 3 641 | 3 655 | 3 551 | 3 506 | 3 688 | 3 645 |

| 1901  | 1906  | 1911  | 1921  | 1926  | 1931  | 1936  | 1946  | 1954  |
| ----- | ----- | ----- | ----- | ----- | ----- | ----- | ----- | ----- |
| 3 641 | 3 560 | 3 240 | 2 744 | 2 867 | 2 890 | 2 850 | 2 877 | 2 943 |

| 1962  | 1968  | 1975  | 1982  | 1990  | 1999  | 2005  | 2006  | 2010  |
| ----- | ----- | ----- | ----- | ----- | ----- | ----- | ----- | ----- |
| 3 444 | 4 038 | 4 632 | 4 747 | 4 819 | 4 957 | 5 358 | 5 434 | 5 599 |

| 2015  | 2020  | 2022  | - | - | - | - | - | - |
| ----- | ----- | ----- | - | - | - | - | - | - |
| 6 000 | 6 287 | 6 468 | - | - | - | - | - | - |

#### Pyramide des âges
En 2018, le taux de personnes d'un âge inférieur à 30 ans s'élève à 33,6 %, soit en dessous de la moyenne départementale (34,2 %). À l'inverse, le taux de personnes d'âge supérieur à 60 ans est de 28,9 % la même année, alors qu'il est de 27,9 % au niveau départemental.
En 2018, la commune comptait 2 880 hommes pour 3 344 femmes, soit un taux de 53,73 % de femmes, largement supérieur au taux départemental (51,59 %).
Les pyramides des âges de la commune et du département s'établissent comme suit.
| Hommes | Classe d’âge | Femmes |
| ------ | ------------ | ------ |
| 1,1    | 90 ou +      | 4,8    |
| 6,9    | 75-89 ans    | 12,2   |
| 16,0   | 60-74 ans    | 16,0   |
| 20,1   | 45-59 ans    | 17,7   |
| 20,0   | 30-44 ans    | 17,6   |
| 16,1   | 15-29 ans    | 13,5   |
| 19,7   | 0-14 ans     | 18,1   |

| Hommes | Classe d’âge | Femmes |
| ------ | ------------ | ------ |
| 0,7    | 90 ou +      | 2,1    |
| 7,4    | 75-89 ans    | 10,2   |
| 17,7   | 60-74 ans    | 18,6   |
| 20,2   | 45-59 ans    | 19,2   |
| 18,4   | 30-44 ans    | 17,4   |
| 18,6   | 15-29 ans    | 17,2   |
| 17     | 0-14 ans     | 15,3   |

## Économie

### Emploi
En 2011, la population âgée de 15 à 64 ans s'élevait à 3 302 personnes, parmi lesquelles on comptait 72,2 % d'actifs dont 65,3 % ayant un emploi et 6,9 % de chômeurs.
On comptait 1 827 emplois dans la zone d'emploi. Le nombre d'actifs ayant un emploi résidant dans la zone étant de 2 165, l'indicateur de concentration d'emploi est de 84,4 %, ce qui signifie que la commune offre moins d'un emploi par habitant actif.
1 902 des 2 165 personnes âgées de 15 ans ou plus (soit 87,9 %) sont des salariés. Près de 30 % des actifs travaillent dans la commune de résidence tandis que les deux tiers travaillent dans une autre commune du département.

### Entreprises
Au 1er janvier 2013, Lezoux comptait 266 entreprises : 29 dans l'industrie, 27 dans la construction, 158 dans le commerce, les transports et les services divers et 52 dans le secteur administratif, ainsi que 315 établissements.
Au 1er janvier 2014, la commune comptait un hôtel deux étoiles de 17 chambres, mais aucun camping ni aucun autre hébergement collectif.

## Culture locale et patrimoine

### Lieux et monuments

#### Patrimoine archéologique
- amphithéâtre, rue Saint-Taurin (rebouché, mais non détruit)
- fours de potiers gallo-romains du Rincé (fermé)
- fours de potiers gallo-romains de la route 223 (fermé)
- le plus grand four à sigillée de l'Empire romain, lotissement de l'Enclos (rebouché, mais non détruit)
- four de potiers gallo-romains du parking du musée (rebouché, mais non détruit)
- tous les autres vestiges mis au jour ont été détruits, mais certains éléments sont présentés au musée départemental de Lezoux.

#### Patrimoine religieux

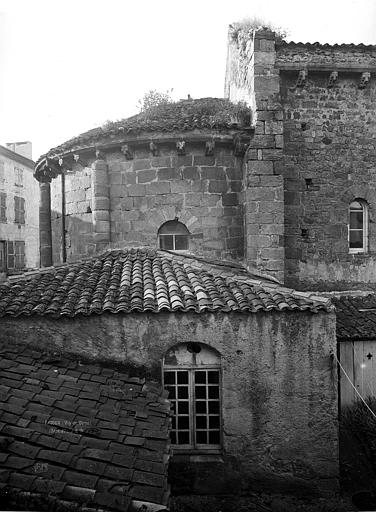
Église Notre-Dame, XIe siècle, classé MH (1889).

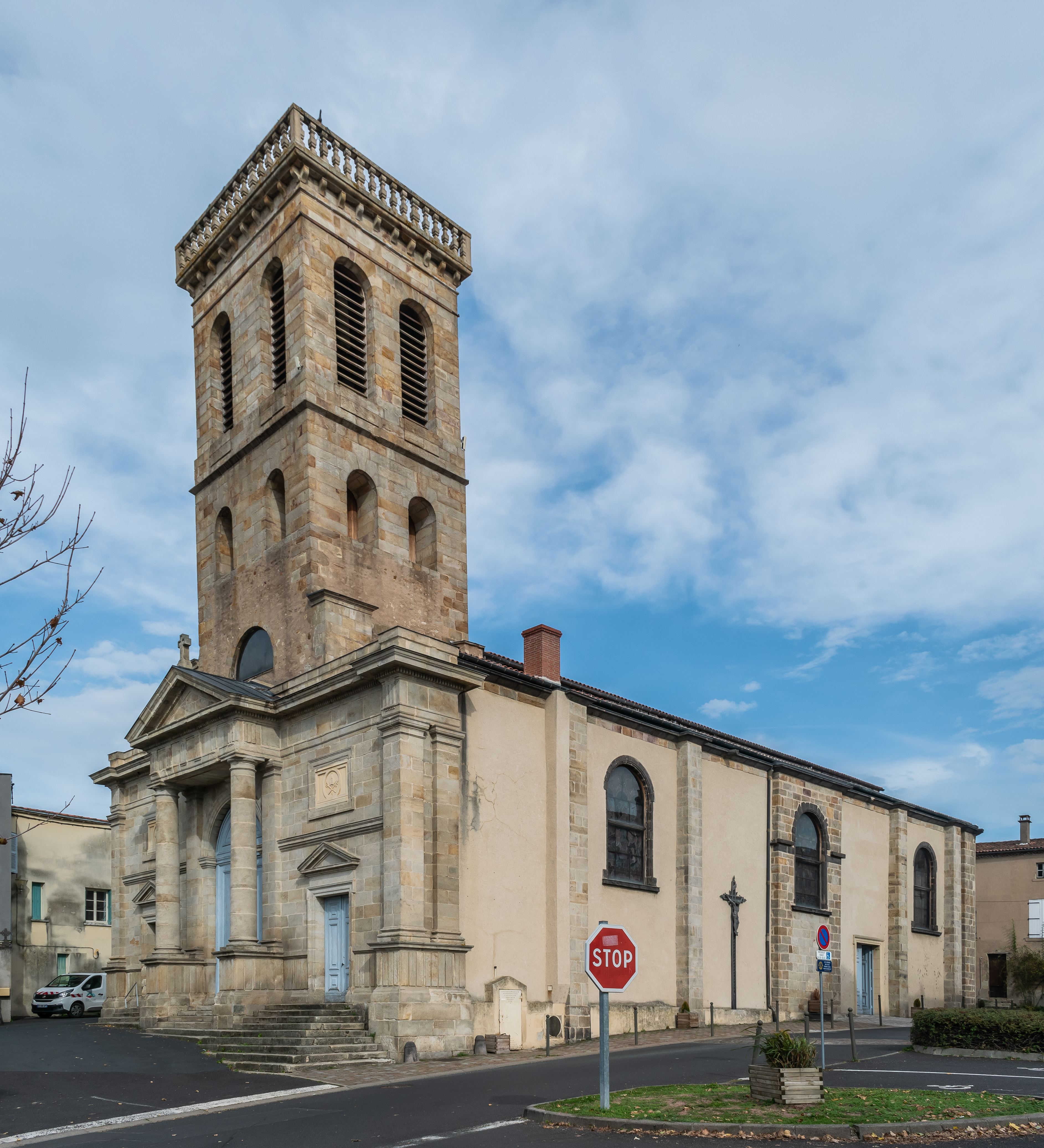
Église Saint-Pierre.

- Couvent Saint-Augustin (XVIIIe siècle), transformé en hôtel de ville en 1865
- Chapelle Saint-Georges (XIIe siècle), vestige de la forteresse de Lezoux (fermée)
- Église Notre-Dame du XIe siècle (fermée), classé MH (1889)[26].
- Église néo-classique Saint-Pierre

#### Patrimoine civil
- Tour (XIIe siècle), vestige de la forteresse de Lezoux.
- Beffroi édifié en 1462. La cloche au sommet est de 1770.
- Le monument de la Victoire est un monument rare dédié aux morts pour la France ; il y est inscrit « Aux enfants de Lezoux, victimes de la guerre, à ceux qui ont combattu pour l'abolir ».
- Le campanile ou tour de l'horloge du XVIIe siècle est agrémenté de la croix de Malte rappelant l'ordre des Hospitaliers.
- L'ancienne halle du XVIIe siècle devenue Maison du peuple.

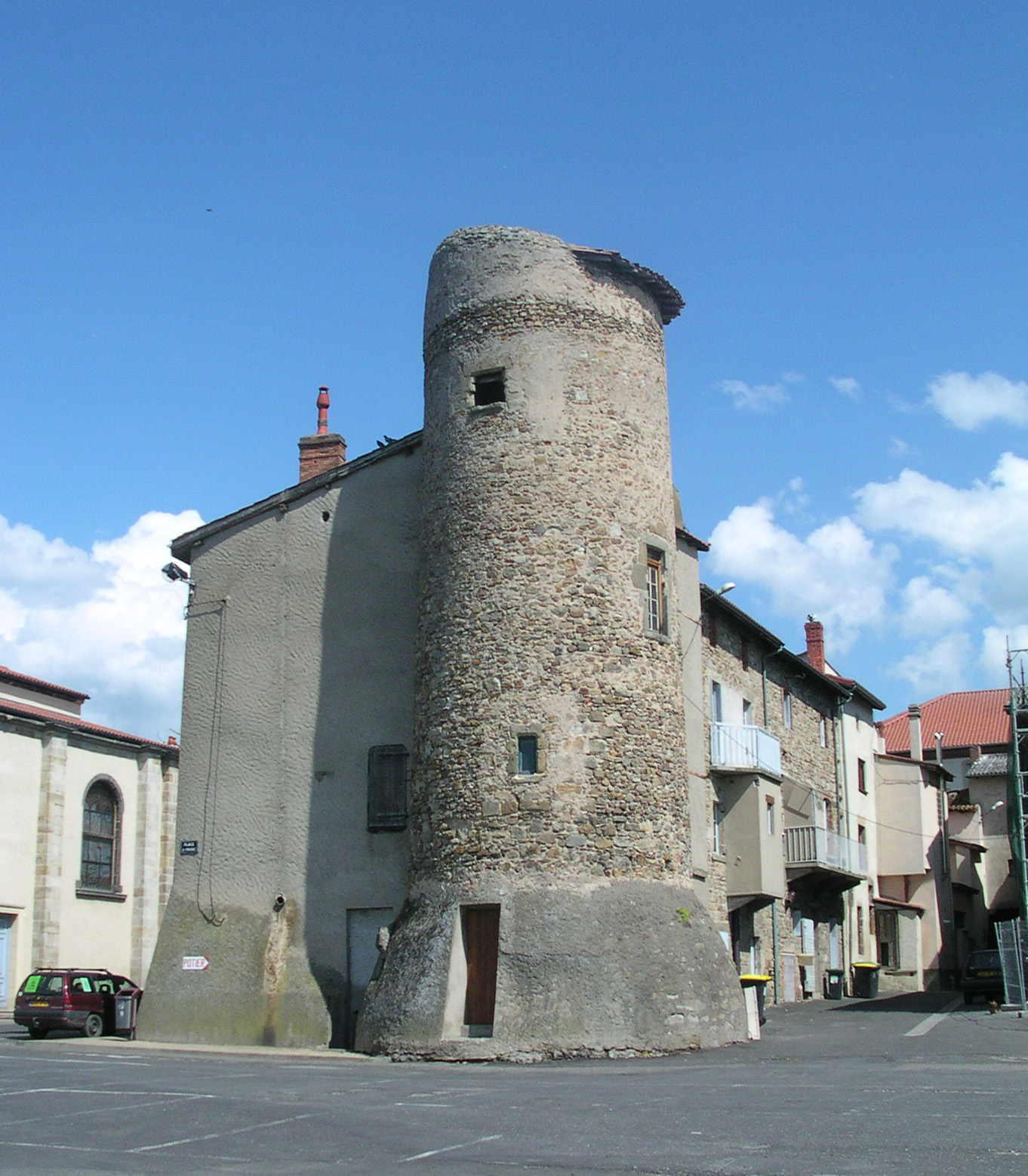
La tour, dernier vestige du château.
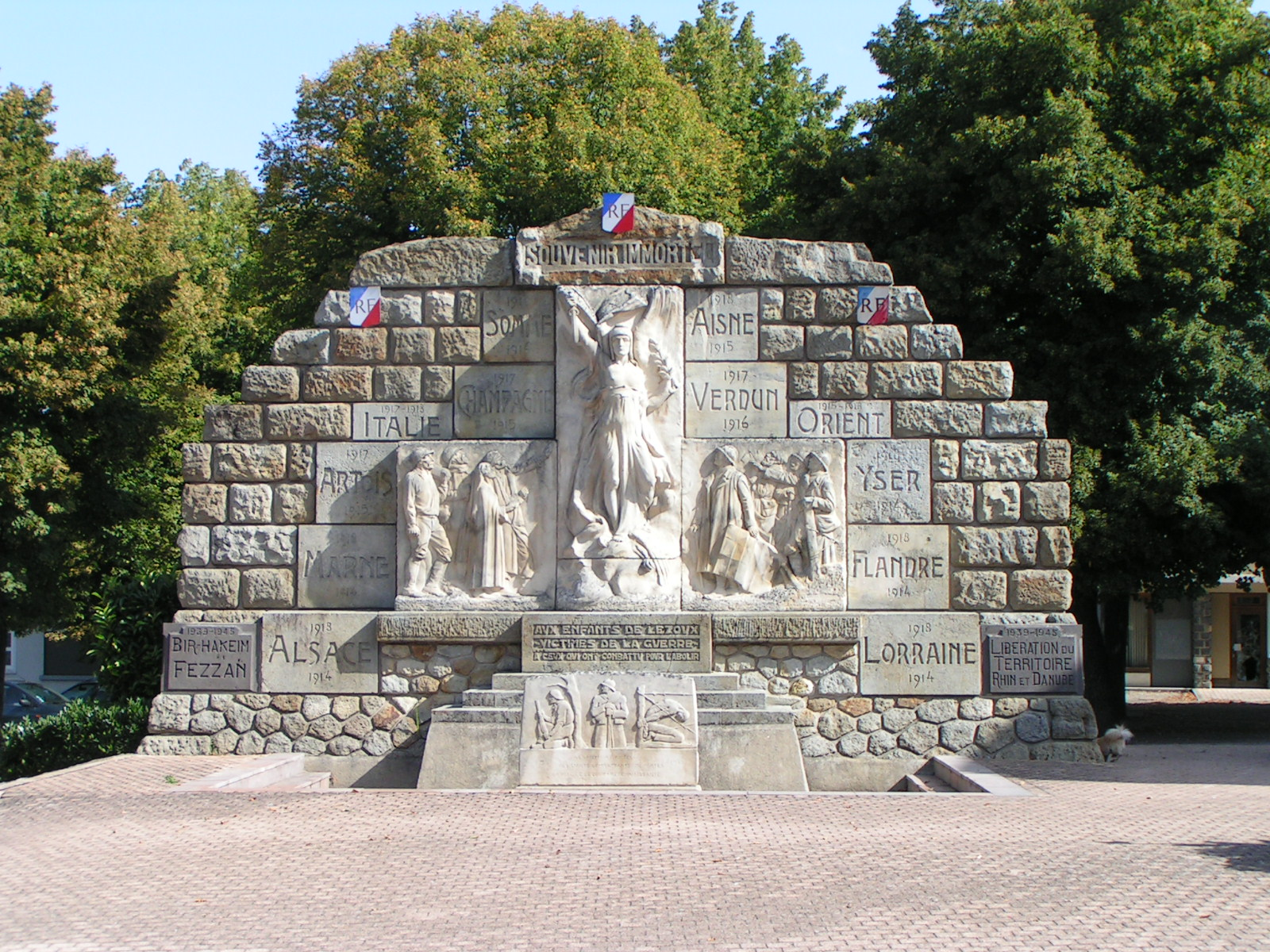
Le monument pour la paix.

#### Architecture urbaine
- Maison bourgeoise[27]

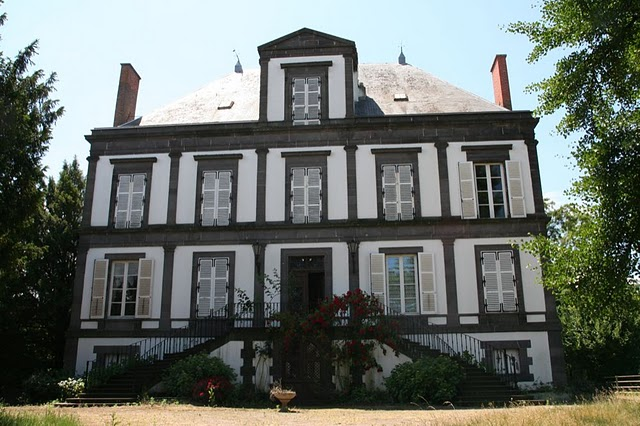
Manoir néo-classique 1830.

À quelques pas du centre historique de Lezoux, le manoir de la Manantie, petit château construit au début du XIXe siècle possède une façade néo-classique décorée de pilastres en pierre de Volvic et de chapiteaux d’ordres dorique et ionique. Situé sur l'ancienne route de Clermont-Ferrand, le bâtiment situé sur sa gauche abritait un garage à calèches et la façade en arkose du bâtiment de droite est ornée d'une ancienne fontaine, vestige du château de Ligonne. La bâtisse a appartenu à la famille Rimbert, dont le fils fut tué lors de la guerre. En hommage, une place de Lezoux porte son nom, la place Jean Rimbert.
Le parc de la propriété abrite de nombreuses essences d'arbres rares : gingko biloba, savonniers et arbres de Judée. La propriété est située dans le quartier Saint-Jean où des fouilles archéologiques ont permis de mettre en évidence des ateliers de potiers. Lors de travaux dans le parc, des poteries anciennes ont été découvertes, il en a été fait don au musée de la céramique de Lezoux.
Longtemps utilisée en tant que maison d'habitation, la propriété a été transformée en maison d'hôtes de charme.

### Patrimoine culturel
- Le musée de la Céramique. Ouvert en mars 2007 dans l'ancienne fabrique de poterie Bompard (XIXe siècle), il expose sur 1 200 m2 de nombreux témoignages des fabrications locales. Lezoux était un grand centre de fabrication de poteries sigillées durant l'Antiquité. Le musée actuel, qui succède au musée municipal fermé en 2004, est géré par le conseil départemental du Puy-de-Dôme[29].
- La médiathèque communautaire entre Dore et Allier[30]. Ouverte mi-2017, elle s'étend sur 1 600 m2[31],[32].

### Personnalités liées à la commune
- Maurice Chassagne (1880-1963), botaniste, l'un des participants à la formation de la station internationale de géobotanique méditerranéenne et alpine de Montpellier.
- Charles-Antoine-Claude de Chazerat (1728-1824), dernier seigneur de Lezoux et dernier Intendant d'Auvergne.
- Benezet Vidal, écrivain auvergnat de langue occitane[33]. Il travailla et passa une partie de sa vie à Lezoux[34].
- Jean-Baptiste Duchasseint (1814- 1895), conseiller général, député.
- Raymond Joyon (1905-1970), maire, conseiller général, député.
- Bienheureux Jacques Salès (1556-1593), prêtre jésuite, mort martyr à Aubenas.
- Saint Gabriel-Taurin Dufresse (1750-1815), proclamé bienheureux le 27 mai 1900, canonisé à Rome le 1er octobre 2000.
- Saint Taurin (IVe siècle), évêque d'Évreux, saint patron de la commune. En 892 l'évêque Sibar emporta une partie des reliques de saint Taurin à Lezoux.
- Eugénie Dauzat (1900-2013), considérée à deux reprises comme la doyenne des Français, à tort, a passé la fin de sa vie en maison de retraite à Lezoux où elle est décédée.
- Maurice Persat (1788-1858), militaire et écrivain, mort à Lezoux.